# Cry Baby Cry
Pistes de The Beatles
Savoy Truffle Revolution 9
Cry Baby Cry est une chanson des Beatles, écrite par John Lennon bien que créditée Lennon/McCartney. Elle paraît le 22 novembre 1968 au Royaume-Uni sur l'album double The Beatles.
Pour écrire les paroles, Lennon s'inspire d'une ancienne comptine pour enfants, Sing a Song of Sixpence, ainsi que d'un slogan publicitaire entendu à la télévision.

## Composition
Au début de l'année 1968, John Lennon raconte à Hunter Davies (en), en train d'écrire la biographie officielle des Beatles, qu'il tient peut-être une nouvelle chanson. Très friand de télévision, Lennon semble y avoir puisé l'inspiration :

« J'en ai encore une ici... quelques mots... Je pense que je les tiens d'une publicité. « Cry baby cry, make your mother buy. » (pleure petit, pleure, pour que ta mère achète). Je l'ai oubliée maintenant, mais ça reviendra si j'en ai vraiment besoin. »

Lennon reprend le travail de cette chanson lors du séjour des Beatles en Inde, d'après le témoignage du chanteur Donovan qui fait aussi partie du voyage. Selon lui, Lennon s'est inspiré de son style pour composer Cry Baby Cry : 

« Nous étions très proches à l'époque, et les styles musicaux s'interpénètrent facilement. »

Dans sa chanson, Lennon utilise pour certains couplets l'alternance roi et reine, en leur inventant des activités. Ainsi, le roi est par exemple « dans la cuisine, préparant le petit-déjeuner pour la reine », tandis que la reine « est dans le parloir, à jouer du piano pour les enfants du roi ». Basée sur Sing a Song of Sixpence (en), une célèbre comptine anglaise pour enfants, Lennon s'insipre notamment de l'extrait suivant :
« The king was in his counting house counting out his money
The queen was in the parlour eating bread and honey »
Lennon reprendra ce thème dans la chanson Cleanup Time (en) parue sur l'album Double Fantasy en 1980, inversant les rôles à l'image de sa vie à New York :
« The queen is in the counting house counting out the money
The king is in the kitchen making bread and honey »
Les personnages de Cry Baby Cry sont tirés de l'imagination de Lennon (roi de Marigold, duchesse de Kirkaldy). Selon Franck Wallace, ce dernier personnage est une allusion à la tourneuse Mary Yardley, qui s'était chargée de faire venir les Beatles au Carlton Cinema de Kirkaldy en 1963. Son mari leur avait réservé des chambres dans le B&B local, devenu dans la chanson "the local Bird and Bees". Enfin, le « make your mother buy » de la publicité est devenu « make your mother sigh » (fait soupirer ta mère).

## Enregistrement
Les Beatles enregistrent Cry Baby Cry le 16 juillet 1968, aux studios EMI. Douze prises sont mises en boîte, avec la participation de George Martin qui joue de l'harmonium et fait office de cinquième musicien. Il avait déjà joué un solo d'harmonium sur The Word quelques années plus tôt. Cette journée du 16 juillet est également la dernière à laquelle Geoff Emerick participe. Lassé de l'ambiance délétère et des tensions grandissantes entre les Beatles, le jeune ingénieur du son part en claquant la porte, avant même la fin de la semaine. Emerick ne reviendra aux côtés des Beatles que pour l'album Abbey Road, à l'été 1969. Cry Baby Cry est complétée le 18 juillet, avec de nouvelles parties vocales de John Lennon, des chœurs, et d'autres effets.
La première prise de la chanson est disponible sur la compilation Anthology 3. Dépourvue d'introduction, elle jouit d'un arrangement plus léger, et John Lennon est beaucoup moins présent au chant. Le musicologue Alan Pollack note que dans l'outro, « Lennon essaye de passer à un rythme de valse en 3/4, y réussissant seulement partiellement, donnant une idée de ce que la chanson aurait pu être. »
Sur l'« Album blanc », Cry Baby Cry est suivie par une courte chanson de Paul McCartney, sans aucun rapport et où il chante « Can you take me back? » (peux-tu me ramener ?). Absente de la liste des pistes de l'album, cette improvisation est enregistrée deux mois après Cry Baby Cry, pendant la dix-neuvième prise de I Will, autre chanson de McCartney. Dans sa version complète, « Can You Take Me Back? » dure un peu plus de deux minutes (qu'on peut maintenant entendre sur un des disques bonus de l'édition du cinquantième anniversaire de l'« Album blanc ») ; sur l'album, seules les dernières secondes sont incluses.

## Fiche technique

### Interprètes
- John Lennon : chant, choeurs, guitare acoustique, piano, orgue (maracas sur la coda)
- Paul McCartney : basse, chœurs, tambourin (chant, guitare acoustique sur la coda)
- George Harrison : guitare solo
- Ringo Starr : batterie (bongo sur la coda)
- George Martin : harmonium[8],[9]

## Publication
Cry Baby Cry paraît le 22 novembre 1968 sur le double album The Beatles, plus communément surnommé l'« « Album blanc » », sur le label Apple Records. Elle est placée sur la quatrième et dernière face de l'opus, juste avant Revolution 9. Comme il est précédemment indiqué, on peut aussi entendre la prise 1 sur le disque Anthology 3 paru en 1996.
Dans une chronique de l'album, Ian MacDonald écrit que Cry Baby Cry « résume bien l'atmosphère du double blanc : moitié charmante, moitié sinistre, teintée de souvenirs lointains et avant tout introspective. » Pour sa part, et comme souvent lorsqu'il est revenu a posteriori sur ses chansons époque Beatles, John Lennon s'est montré lapidaire envers Cry Baby Cry, la qualifiant en 1980 de « piece of rubbish » (bonne pour la poubelle).

## Reprises
Cry Baby Cry est reprise dès l'année de sa parution, en 1968, par Ramsey Lewis sur son album Mother Nature's Son, qui est constitué de dix instrumentaux de morceaux des Beatles parus sur l'« Album blanc ». Richard Barone l'enregistre près de vingt ans plus tard, sur son album Cool Blue Halo (1987). On dénombre cinq reprises de la chanson dans les années 1990, avec notamment Throwing Muses (en face B de Not Too Soon, 1991), Fool's Garden sur leur premier album (1993), et Phish (sur Hampton Comes Alive, 1998). Katie Melua l'a reprise en 2006 sur son maxi Spider's Web.